# أوجين بيترز
أوجين بيترز (بالهولندية: Eugène Peters)‏ هو مصمم جرافيك ورسام هولندي، ولد في 1 ديسمبر 1946 في آيندهوفن في هولندا.

## وصلات خارجية
- الموقع الرسمي